# Federazione Italiana dello Scautismo
Die Federazione Italiana dello Scautismo (FIS, Italienische Pfadfinder Föderation) ist die nationale Pfadfinder-Organisation in Italien. Die Pfadfinderarbeit in Italien begann im Jahre 1910, die italienischen Pfadfinder waren Gründungsmitglieder der World Organization of the Scout Movement (WOSM) im Jahre 1922, die Pfadfinderinnen wurden 1948 Mitglieder der World Association of Girl Guides and Girl Scouts (WAGGGS).

## Mitglieder
Die Mitglieder der Föderation sind:
- Associazione Guide e Scouts Cattolici Italiani (AGESCI, Verband italienischer katholischer Pfadfinderinnen- und Pfadfinder)
- Corpo Nazionale Giovani Esploratori ed Esploratrici Italiani (CNGEI, Nationales Corps italienischer Pfadfinder und Pfadfinderinnen, interkonfessionell)

Mit der AGESCI verbunden sind auch zwei Minderheits-Pfadfinderverbände:
- die Südtiroler Pfadfinderschaft, die katholische Pfadfinderbewegung der deutschsprachigen Minderheit in Südtirol.
- die Slovenske Zamejske Skavtske Organizacije der in Friaul-Julisch Venetien lebenden Slowenen.